# Holden Monaro
 (mai 2018).
Si vous disposez d'ouvrages ou d'articles de référence ou si vous connaissez des sites web de qualité traitant du thème abordé ici, merci de compléter l'article en donnant les références utiles à sa vérifiabilité et en les liant à la section « Notes et références ».

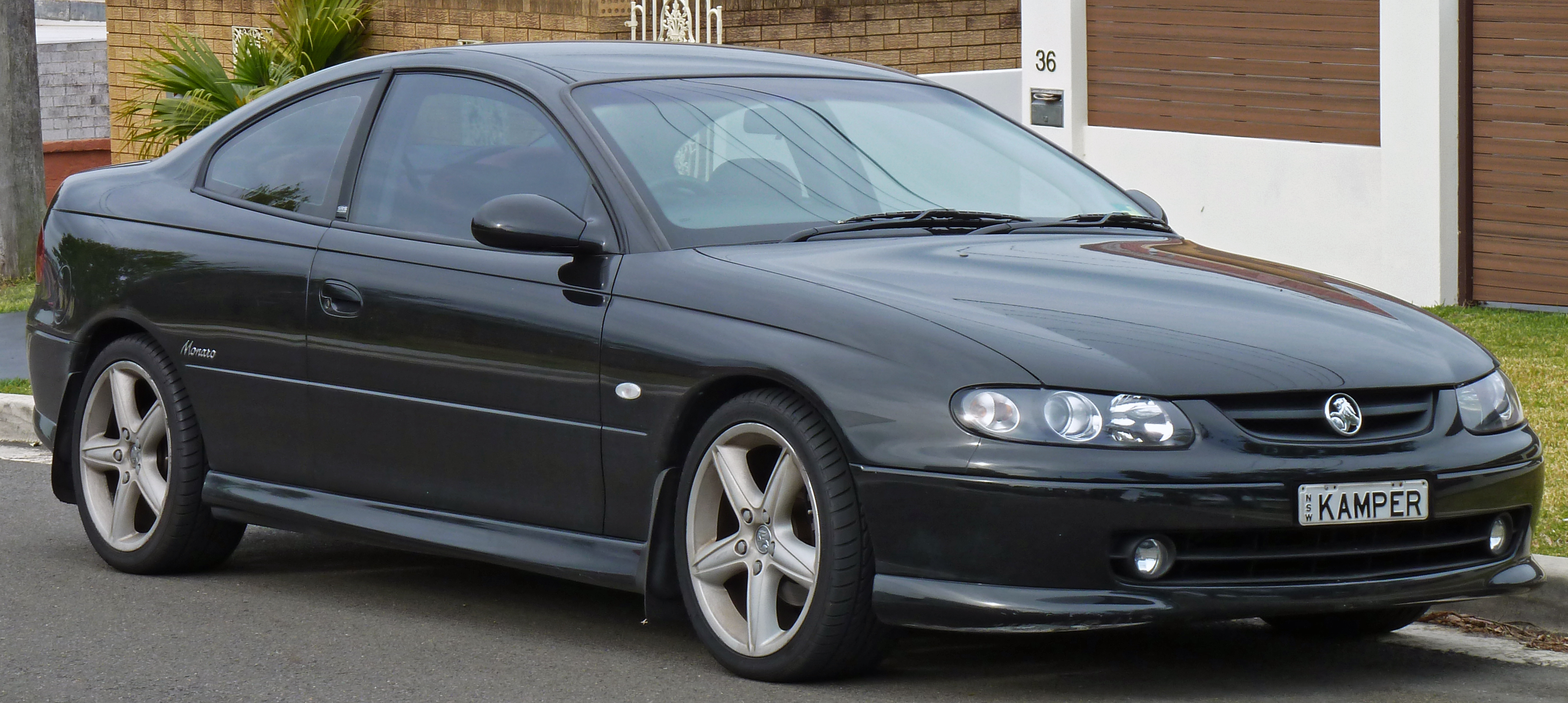
Holden Monaro CV8.

La Holden Monaro est un coupé à propulsion produit par le constructeur australien Holden entre 1968 et 1977 puis entre 2001 et 2005. Trois générations de Monaro ont été produites, avec le dernier reproduisant un modèle en édition limitée (CV8-Z) pour faire ses adieux au nom historique. La carrosserie de la Monaro a été utilisée par plusieurs marques de fabrication différentes à travers le monde, en voyant des modèles d'exportation, des concept-cars variés et même une variante quatre roues motrices.